# Columbia (Dél-Dakota)
Columbia város az Amerikai Egyesült Államok Dél-Dakota államában, Brown megyében. Lakosainak száma 160 fő (2020. április 1.).

## Népesség
A település népességének változása:

| 2010 | 136 |
| 2020 | 160 |